# Глитнир

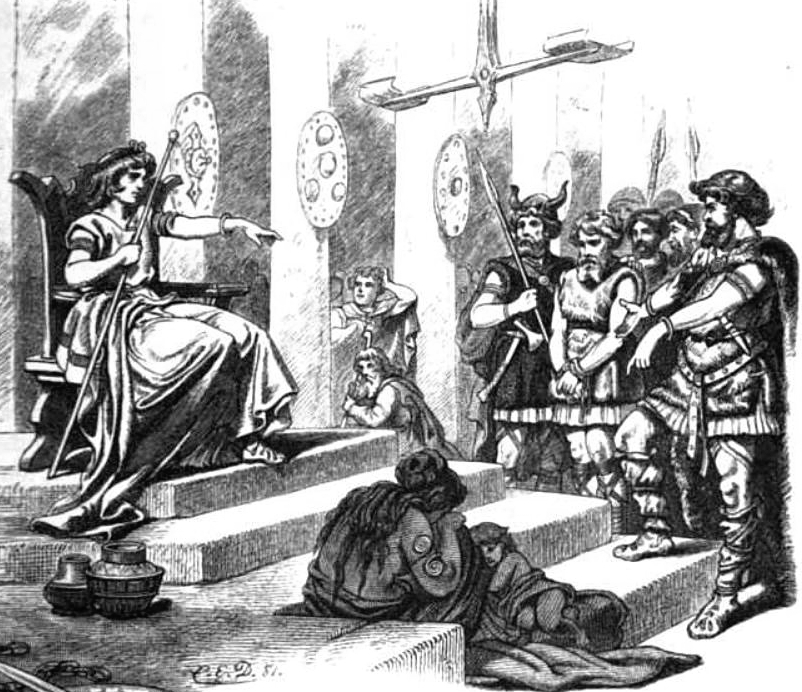
«Форсети в Глитнире», гравюра Карла Эмиля Дёплера

Глитнир (старонорв. Glitnir: «сверкающий, лучащийся»), известный также как Glastheim (Стеклянный дворец) — в германо-скандинавской мифологии один из дворцов богов в Асгарде, бывший жилищем бога суда, правосудия и справедливости Форсети.
Согласно преданию, Глитнир представляет собой сияющий, полный света зал, покрытый серебряной крышей, поддерживаемой золотыми колоннами. В его центре на троне восседает сам Форсети, творящий суд над богами и людьми и гласящий им свой приговор (согласно Речам Гримнира (Гримнисмол, 15).
Глитнир, это десятый; покоится на золотых колоннах

Серебряная крыша его зала.

Здесь восседает на троне Форсети весь долгий день

и решает каждый спор
(Эдда, Гримнисмол, строфа 15)